# Терма (Цілком таємно)

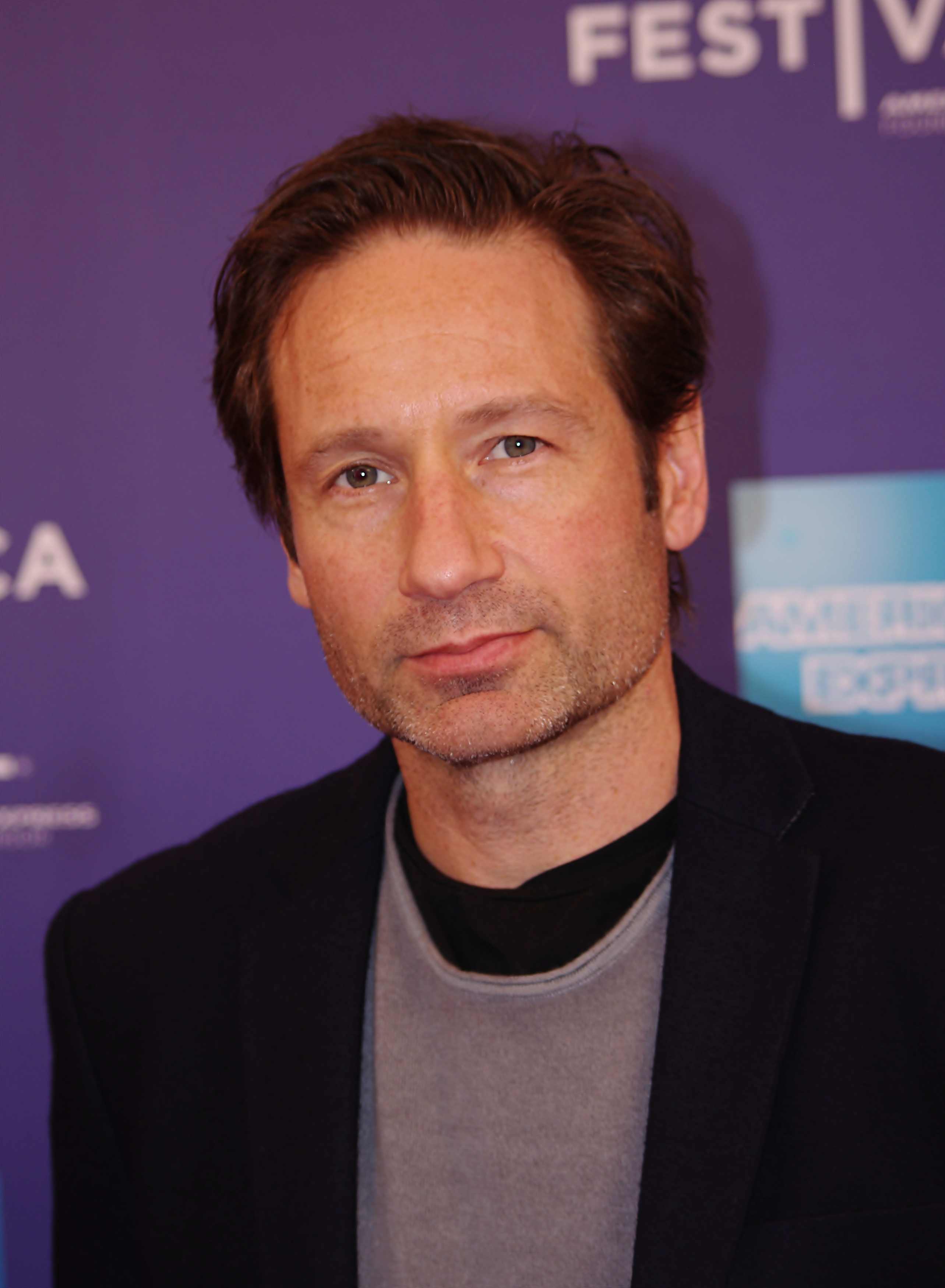

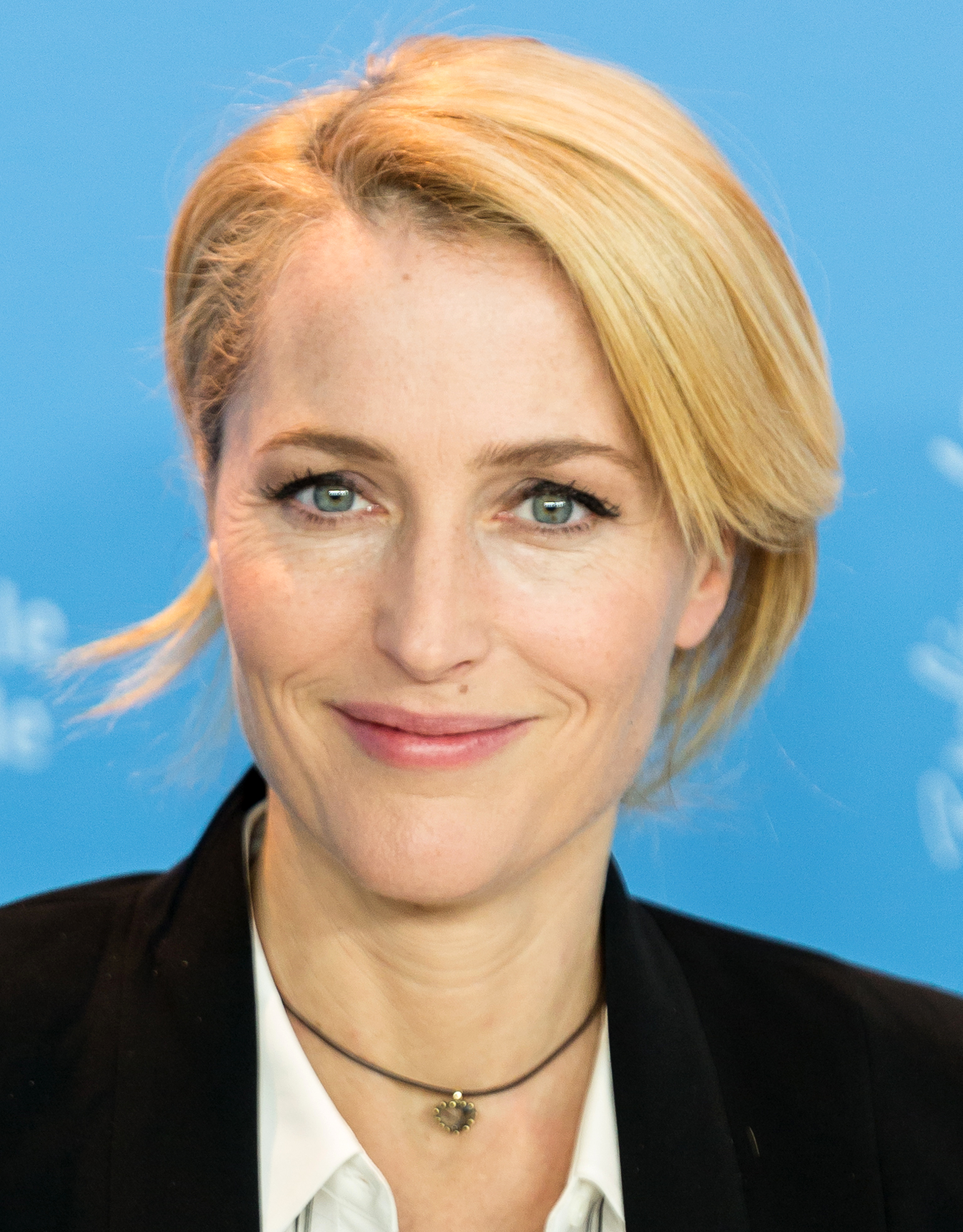

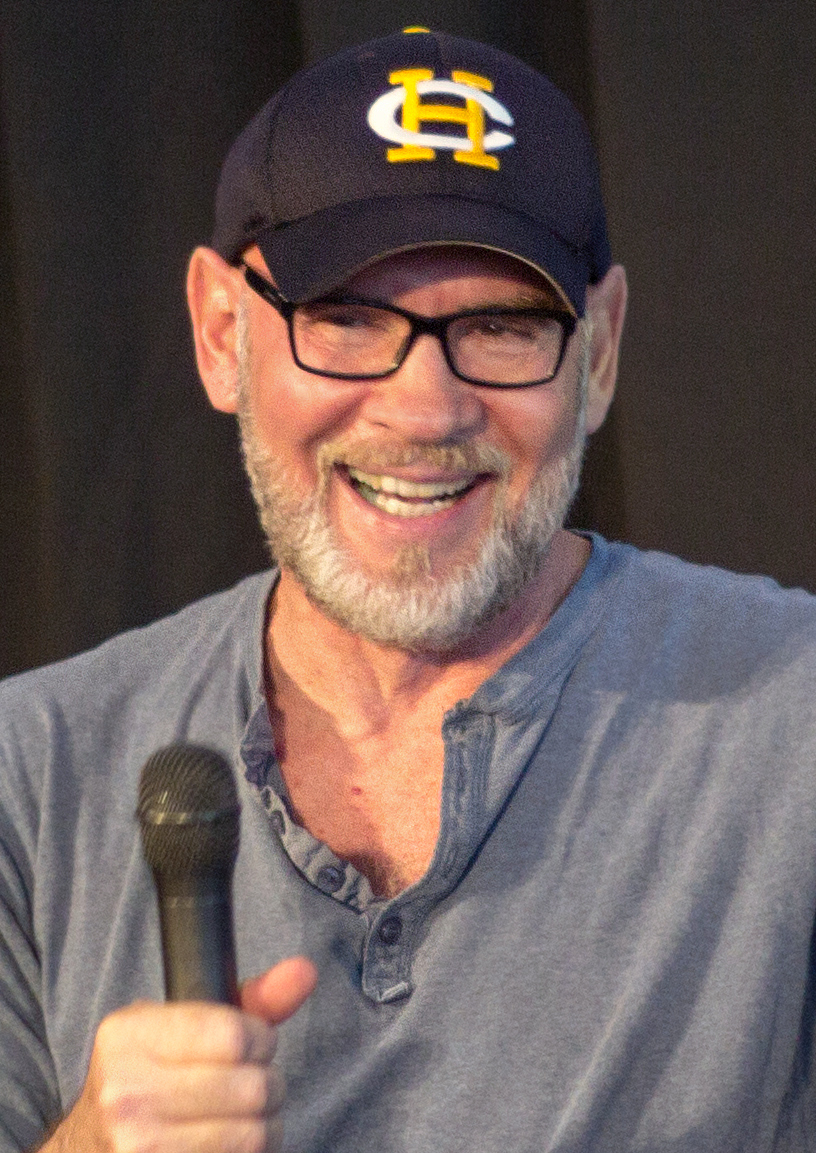

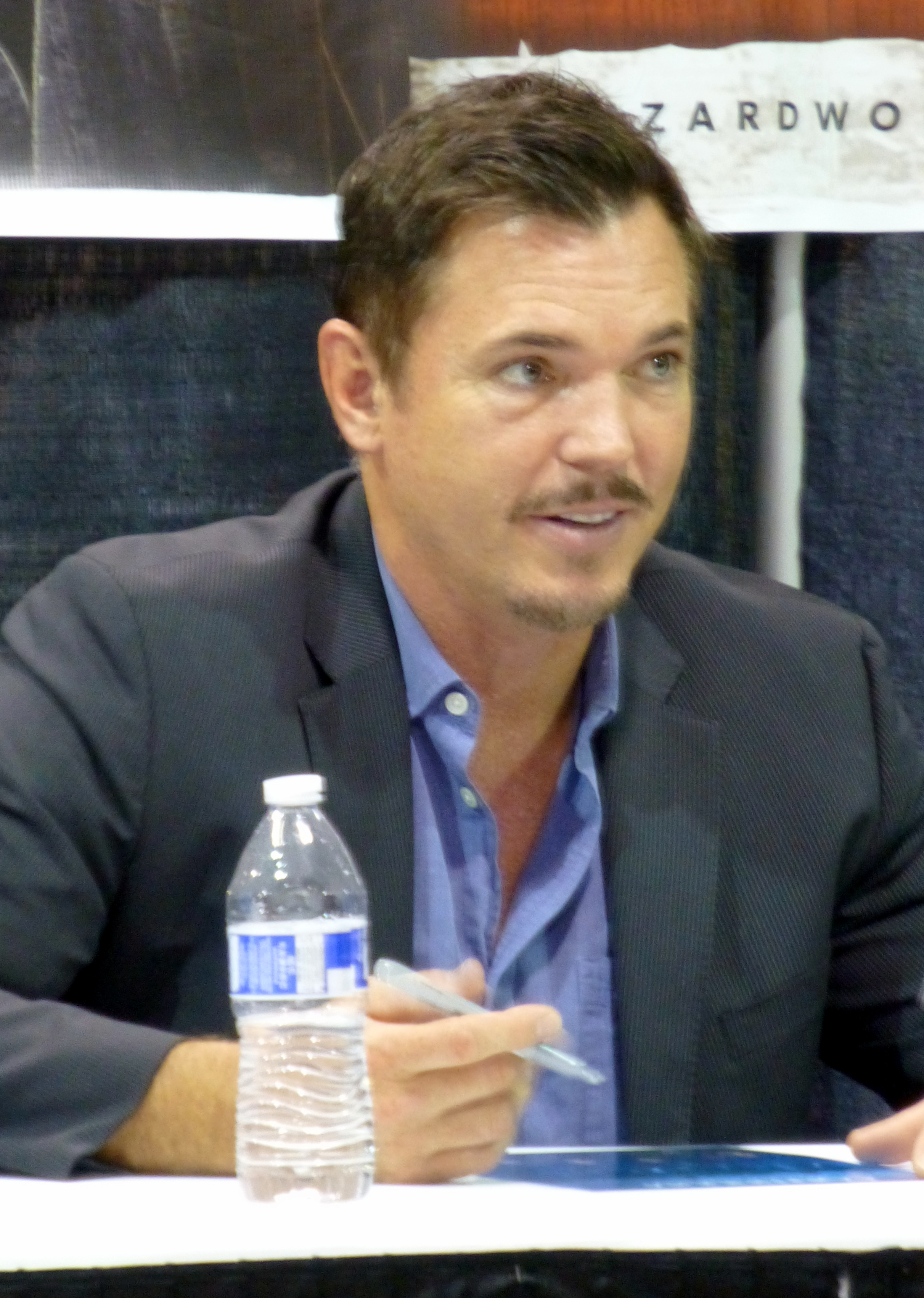

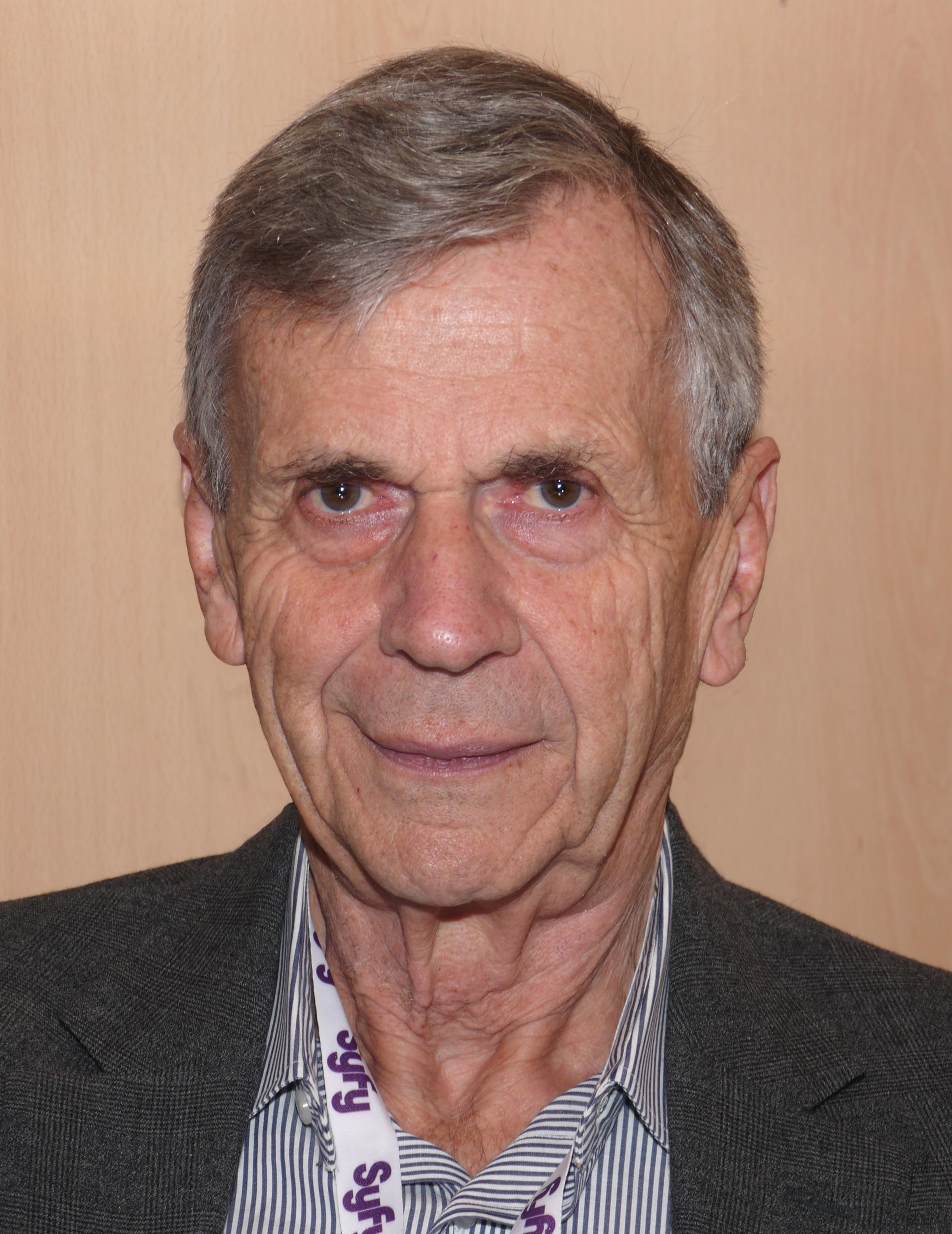

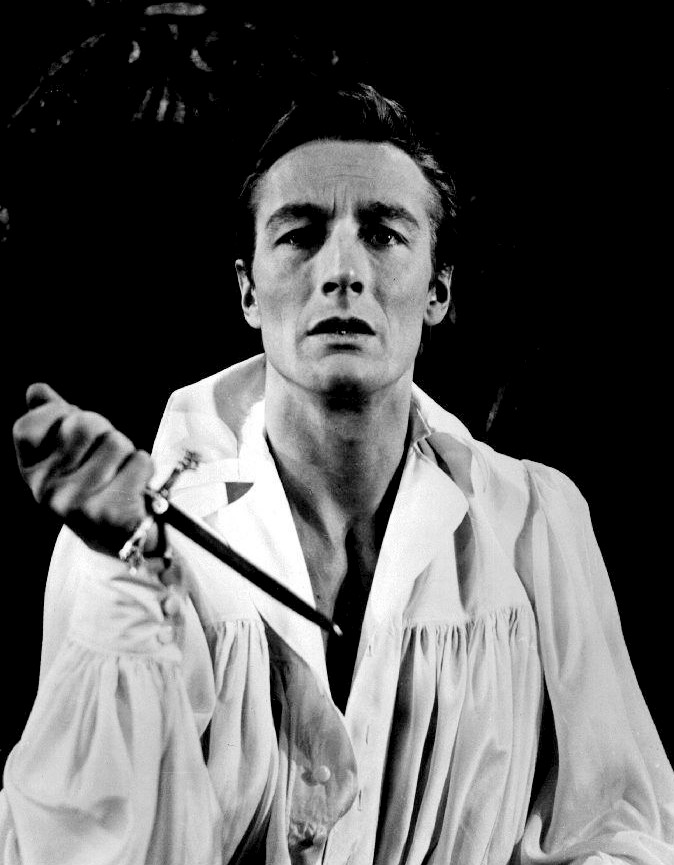

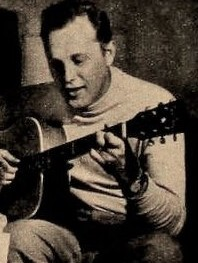

Терма (Terma) — дев'ята серія четвертого сезону американського науково-фантастичного телевізійного серіалу «Цілком таємно». Прем'єра в мережі «Фокс» відбулася 1 грудня 1996 року.
Епізод відноситься до «міфології серіалу».
Серія за шкалою Нільсена отримала рейтинг домогосподарств «Нільсена» 10,3, його переглянули 17,34 мільйонів людей у своєму початковому ефірі.
Фокс Малдер намагається вибратися з російського концтабору. «Терма» — друга серія двосерійного епізоду, продовжує сюжет з попередньої частини «Тунгуска».
Кілька сцен в «Термі» були натхненні романами Олександра Солженіцина, а підзаголовок є посиланням на Галілео Галілея.

## Зміст
І все-таки вона крутиться
Василь Пєсков, колишній агент КДБ, що вийшов на пенсію і поїхав до Америки, вбив Боніту Карн-Сейр в Бока-Ратон (Флорида), лікаря, який розробляє вакцину проти синдрому «чорного раку» — перед цим заразив пацієнтку будинку престарілих Онті Джанет.
Ув'язнений в концтаборі біля Красноярська, Фокс Малдер від іншого в'язня дізнається, що Алекс Крайчек є подвійним агентом, який працює на російську спецслужбу, і що всі в'язні піддані вакцині проти «чорного раку». Надалі показують, як детоксикують Малдера після визволення. Пєсков в Річмонді сідає у автобус до Шарлоттсвілля. Скіннер гостро розмовляє зі Скаллі щодо дипломатичного мішка, події на його балконі та смерті Карн-Сейр (кінь наступив на горло).
Малдер під час проходження ув'язнених до місця примусових робіт зумів погрожуючи ножем збити Крайчека та викрасти вантажівку — за вказівкою іншого в'язня, який не зміг покінчити життя самогубством — що це його єдиний шанс: коли всіх полонених виводять і ведуть в колоні, Малдер бачить, як Крайчек розмовляє з одним із викрадачів і біжить до них, збиваючи його. Потім Малдер викрадає вантажівку і втікає з непритомним Крайчеком в причепі; починається переслідування. Коли Малдер їде на вантажівці, Крайчек отямлюється і стрибає з вантажівки. Фокс, не маючи змоги зупинити вантажівку через несправне гальмо, вирулює з дороги і авто падає з відкосу зупиняючись.
Добре вдягнений чоловік приїздить до Курця та повідомляє про смерть його особистого лікаря доктора Карн-Сейр і наказує знайти вбивцю.
Фокс вибирається з вантажівки і ховається під сухим листям, переслідувачі його не знаходять. Втікаючого Крайчека знаходить група чоловіків, у яких ампутовані ліва рука і сильно понівечена права — щоб запобігти в тестах на вакцинацію «чорним раком». Дейна Скаллі намагається прочитати заяву перед Сенатом США — але її перебиває голова засідання. Скаллі та Волтер Скіннер затримані комітетом Сенату США, який прагнув розкрити місцеперебування Малдера, коли вони відмовилися повідомити його поточне місцезнаходження. Тим часом для убезпечення виживання Крайчека втікачі в лісі проти його волі відрізають йому руку. Малдера знаходить група російських поселян (одному з яких належить вантажівка, котру викрав Фокс), вони допомагають йому повернутися в Америку.
Скіннер та Скаллі перемовляються перебуваючи в камерах та доходять висновку — запитанням про місцеперебування Малдера комісія хотіла відвести розслідування від суті справи.
Пєсков відслідковує випробуваних Карн-Сейр і впорскує їм російську вакцину, перш ніж вбивати їх, щоб покрити його сліди. Добре вдягнений чоловік повідомляє Курцю про Пєскова.
Під час засідання комісії Сенату Малдер приєднується до зали та в несподіваній перерві обіймається з Дейною. Засідання було відкладене після приїзду Малдера. Агенти намагаються розшукати Пєскова за слідами вбивств у Бока-Ратоні. В будинку престарілих пацієнти мертві й інфіковані «чорним раком».
Агенти у в'язниці знаходять колись завербованого Крайчеком. Від нього дізнаються про другий вибуховий пристрій. Агенти намагаються знайти викрадену вантажівку; однак вбивця здатний перехитрити агентів і знищує останню з «нафтомісних» гірських порід в Термі (Північна Дакота). Пєсков перевозить космічний уламок до Канади в грузовику з добривами для теплиць. Агенти на гвинтокрилі долітають до канадської території та знаходять полишений фургон. Скаллі проникає на нафтозавод; там вже є Пєсков. Малдер знаходить у відвідній трубі підозрілий ящик — в цей час відбувається вибух та потужне фонтанування ропної рідини. Малдер інстинктивно уникає зони вибуху. Пєсков покидає територію заводу. Скаллі рятує Малдера на місці вибуху.
Дейна звітує перед комісією Сенату та повідомляє про Крайчека і змову. Пєсков повертається до Росії, де виявляється, що його для цього завдання найняв Крайчек. Крайчек готує собі чай, використовуючи протез руки.
Після ознайомлення з матеріалами справи Курець викидає їх в смітник.

## Створення
Назва епізоду стосується терми — буддійських вчень, прихованих від світу. Кріс Картер вважав, що ця назва представлятиме секрети, які зберігає Синдикат. Звичний вступ «Істина десь поруч» змінили на «І все-таки вона крутиться!», цей вислів приписується астроному Галілео Галілею, коли інквізиція змусила визнати його свою віру в геліоцентризм.
Вибухи на нафтопереробному заводі були зняті на теплоелектростанції, розташованій в Порт Муді (Британська Колумбія). Температурний вибух нафтової свердловини був досягнутий за рахунок фізичних підготувань; рідина проходила під тиском 1 700 000 Па — це створило викид фонтану на 90 метрів.
Ніколас Ліа працював з викладачем російської мови, щоб забезпечити його діалог із приблизно правильним акцентом та наголосом.

## Сприйняття
Прем'єра «Терми» у США відбулася 1 грудня 1996 року, вперше показано у Великій Британії на BBC Two 4 листопада 1997-го.
The A.V. Club оцінив епізод на B-, зауваживши, що в ньому міститься надто багато «блукань в часі». Entertainment Weekly оцінив серію на A-, похваливши сюжетну лінію «гонки озброєнь». Роберт Ширман та Ларс Пірсон у своїй книзі «Хочемо вірити: критичний посібник із X-файлів, Мілленіуму та Самотніх стрільців» оцінили «Терму» критично — 1 зіркою з п'яти.

## Знімались
| Актор             | Роль                     |
| ----------------- | ------------------------ |
| Девід Духовни     | Фокс Малдер              |
| Джилліан Андерсон | Дейна Скаллі             |
| Мітч Піледжі      | Волтер Скіннер           |
| Ніколас Ліа       | Алекс Крайчек            |
| Вільям Брюс Девіс | Курець                   |
| Джон Невілл       | Добре доглянутий чоловік |
| Брендан Бейзер    | агент Пендрелл           |
| Малкольм Стюарт   | доктор Сакс              |
| Фріц Вівер        | сенатор Соренсон         |
| Стефан Арнгрім    | ув'язнений               |
| Кемпбелл Лейн     | голова комітету          |
| Ейлін Педде       | Енджі                    |
| Ян Рубеш          | Василь Пєсков            |
| Бренда Макдоналд  | Онті Джанет              |